# Kostiłkowo
Kostiłkowo (bułg. Костилково) – wieś w południowej Bułgarii, w obwodzie Chaskowo, gminie Iwajłowgrad. Według danych Narodowego Instytutu Statystycznego, 31 grudnia 2011 roku wieś liczyła 4 mieszkańców.
Przed wojną bałkańską Kostiłkowo znajdowało się w Grecji. Ludność w połowie XX wieku zaczęła opuszczać wieś, dziś żyją tutaj tylko starsi ludzie. Kostiłkowo jest miejscem częstych spotkań ugrupowania Green School Village.